# Dichaetomyia caucasica
Dichaetomyia caucasica är en tvåvingeart som beskrevs av Adrian C. Pont 1966. Dichaetomyia caucasica ingår i släktet Dichaetomyia och familjen husflugor. Inga underarter finns listade i Catalogue of Life.